# Glyptemys
Glyptemys is een geslacht van schildpadden uit de familie moerasschildpadden (Emydidae). Er zijn twee soorten, die vroeger allebei tot het geslacht Clemmys behoorden waardoor de oude geslachtsnaam weleens wordt gebruikt. De groep werd voor het eerst wetenschappelijk beschreven door Louis Agassiz in 1857. 
De bekendste soort is de bosbeekschildpad, de andere soort Mühlenbergs schildpad  behoort tot de 25 meest bedreigde schildpadden in de wereld.

## Taxonomie
Geslacht Glyptemys
- Soort Bosbeekschildpad (Glyptemys insculpta)
- Soort Mühlenbergs schildpad (Glyptemys muhlenbergii)